# Tipula arctica
Tipula arctica är en tvåvingeart som beskrevs av Curtis 1835. Tipula arctica ingår i släktet Tipula och familjen storharkrankar. Inga underarter finns listade i Catalogue of Life.